# Manuel Ferrón
Manuel Ferrón (Granada) es el nombre artístico de Manuel Carlos Ferrón Vílchez, compositor, cantante y guitarrista español. Es miembro fundador del Grupo de Expertos Solynieve.

## Discografía en solitario
El sello discográfico Acuarela anunció el 26 de septiembre de 2011 la publicación del primer disco en solitario de Manuel Ferrón.
La primera referencia en Acuarela es el sencillo Unanimiedad, publicado el 6 de enero de 2013 con las canciones A trabajar y El Mueble en edición limitada a 500 copias.
El 26 de noviembre de 2013 Acuarela editó Misericordia, un vinilo de 10" con cinco nuevas canciones:
1. Cara de astro
2. Secreto a voces
3. Enemigo que huye
4. Precisamente de esta manera
5. Me quedo

El 20 de marzo de 2017, coincidiendo con la llegada de la primavera al hemisferio norte se estrena en las principales plataformas digitales Con la Primavera a Cuestas, una de las canciones del Mini-LP Medalla de otro (Acuarela 2017). 
Medalla de otro se publicó, también en Acuarela, digitalmente el 31 de marzo de 2017 y en vinilo de 12 pulgadas el 21 de abril del mismo año, e incluye seis temas:
1. No es el fin
2. Con la primavera a cuestas
3. Según parece
4. Dos telediarios
5. Lo rápido o lo lento
6. Y ya

## Grupo de Expertos Solynieve
En el año 2005 se editan las primeras maquetas del grupo Montero Castillo y Aguirre Suárez (dos futbolistas, el uruguayo Julio Montero Castillo y el argentino Ramón Alberto Aguirre Suárez, que formaron parte del Granada Club de Fútbol a principios de la década de los 70), apodo que recogía a Juan Rodríguez (Jota) y a Manu Ferrón.
En 2006 se edita, en el sello del propio Jota El Ejército Rojo, el Sencillo en CD debut de los ahora llamados La Cultural Solynieve (La Cultural Solynieve interpreta el bonito folklore de Montero Castillo y Aguirre Suárez y otros extraordinarios artistas).
En el mismo año y con el nombre definitivo de Grupo de Expertos Solynieve se edita el álbum Alegato meridional (El Ejército Rojo / PIAS Spain, 2006). El disco más reciente de la formación es el ep Primera necesidad (Primavera Labels, 2023).

## Colaboraciones con otros artistas
Manuel Ferrón ha participado en proyectos de otros músicos como:
- Los Planetas (escribió las letras de sus canciones La playa[7] (Una semana en el motor de un autobús, RCA - BMG 1998), Corrientes circulares en el tiempo[8] (Encuentros con entidades, RCA - BMG 2020) y, junto a Jota, cantante del grupo, la de La nueva normalidad (single digital / vinilo, El Ejército Rojo, 2020 / 2021).[9]
- Luis Arronte (coprodujo su primer disco, Sólo ida[10] (El Ejército Rojo / PIAS Spain, 2007).
- La Estrella de David como parte del dúo Montero Castillo y Aguirre Suárez (en el tema Tú lo tienes que saber del álbum La Estrella de David[11] (El Ejército Rojo / PIAS Spain, 2007).
- Franco Battiato, traducción de las letras del disco Apriti sesamo (Universal, 2012) junto al cantante de Los Planetas, Jota.[12]
- Varios artistas - Unidad y armonía. Todo tiene su fin. Homenaje a los Módulos (Wild Punk Records, 2013) (voz en el tema Tú eres tu mundo).
- Varios artistas - Recordando a Triana (Meridiana, 2014) (voz , junto a Jota y Anni B Sweet, en el tema Quiero contarte).
- Reina Republicana - El despertar (Limbo Starr, 2015), letra en Tarde o temprano y Ahora que hace bueno.[13]
- Soleá Morente -  Tendrá que haber un camino (El Volcán Música, 2015) (letra de Oración).[14]
- Senior i el Cor Brutal & La Síndroma Lomax - Valenciana Vol. I (Malatesta Records, 2017) (voz en Reina d'Anglaterra, versión en catalán de La reina de Inglaterra de Grupo de Expertos Solynieve).[15]